# Paraxenotettix calcaratus
Paraxenotettix calcaratus är en insektsart som först beskrevs av Boris Petrovich Uvarov 1925.  Paraxenotettix calcaratus ingår i släktet Paraxenotettix och familjen gräshoppor. Inga underarter finns listade i Catalogue of Life.